# Château de Caussade
Le château de Caussade est un château situé sur la commune de Trélissac en Dordogne.

## Historique
Le fief de Caussade est plus ancien que le château actuel. Le château faisait partie du système de protection de la ville de Périgueux mis en place par l'évêque de Périgueux Frotaire (977-991). Le château a appartenu à un certain Guillaume Cazaldo qui lui a donné son nom. Dès le XIIe siècle le fief appartient aux Vigier, viguier de Puy-Saint-Front de Périgueux. Les archives du château conservaient autrefois un titre de 1131 concernant Hélie I de Vigier. Himberge, femme de Bertran de Born était de la famille Vigier. Les Vigier sont restés seigneurs de Caussade jusqu'au XIVe siècle. 
Jeanne de Vigier, fille de Combeyran II de Vigier et d'Isabeau de Domme, s'est mariée en premières noces avec Bertrand de Grésignac. Il est tué au cours d'une bataille en Espagne, peut-être à la bataille de Nájera, en 1367, ou à la bataille de Montiel, en 1369. Elle est restée veuve pendant plus de dix ans mais doit faire face aux attaques du comte de Périgord Archambaud V qui veut lui imposer un mariage avec un de ses gens. Archambaud V a essayé de s'emparer du château de Caussade en 1386.
Depuis le traité de Brétigny, en 1360, la Guyenne est passée sous le contrôle du roi d'Angleterre. Pour se défendre. Face à la faiblesse du parti français dans le Périgord, Jeanne de Vigier choisit de se rapprocher du parti anglais et de se remarier, avant le 22 novembre 1395, avec un « écuyer du païs de Guyenne appelé Henri de Cugnac, lequel avait toujours tenu le parti des Anglais ». Pour faire oublier le passé d'Henri de Cugnac, les seigneurs de Caussade ont obtenu du roi de France des lettres par lesquelles on avait remis et pardonné toute la peine, amende et offense. Le lettre du roi datée du 22 novembre 1395 semble rendre à Jeanne de Vigier la jouissance de ses revenus mais le sénéchal du Périgord  s'assure du château en nommant comme gouverneur Mondisson de la Chassaigne. Celui-ci n'a pas assuré le commandement de la garnison qu'il a confié à Guillaume Mosnier, de Thiviers, mais le château attaqué par la garnison d'Auberoche, est pris, la garnison tuée et Mosnier, blessé, est pendu à Auberoche. En 1398, le roi déposséda les derniers comtes du Périgord de leurs terres. Le château est rendu aux Cugnac. Le château a été construit au XVe siècle, après la fin de la guerre de Cent Ans. Jeanne de Vigier est morte avant le 1er octobre 1409. 
Henri de Cugnac a fait son testament le 10 octobre 1416 faisant de son fils, Étienne de Cugnac, son héritier universel. Il est seigneur de Caussade, Chabans, Florimont, etc., viguier de la ville Saint-Front de Périgueux. Étienne de Cugnac s'est marié avec Louise de Rassials. Il est mort le 6 septembre 1456. Son fils, Jean I de Cugnac, s'est marié avec Marguerite de Vigier de Paluel. Il est mort le 8 mars 1502. Le château de Caussade passe alors à son fils, Jean II de Cugnac, marié en 1501 avec Philippe de Salignac de la Mothe-Fénelon. Il est mort le 27 mars 1527. Les Cugnac vont s'opposer aux bourgeois du Puy-Saint-Front. Les archives communales de Périgueux ont conservé les traces d'un procès qui a duré de 1474 à 1514. Les bourgeois ne voulaient pas que les Cugnac exercent leur droit de justice à Périgueux en tant que viguiers royaux. Jean de Cugnac a passé une transaction le 17 novembre 1509 pour céder ces droits en toute propriété aux maires et consuls de Périgueux moyennant le paiement de 500 livres tournois. La quittance définitive est passée par Jean II de Cugnac le 15 janvier 1514. Cette transaction fait passer Caussade sous la suzeraineté de Puy-Saint-Front.
Le successeur de Jean II, son fils, Jean III de Cugnac, né en 1509, a été un ardent huguenot et a été un des artisans de la prise de la ville de Périgueux par les protestants, le 6 août 1575. Ses complices l'ont récompensé en le nommant maire de Périgueux, mais il est contraint de quitter la ville. Le château de Caussade est pris par les catholiques pendant la campagne menée contre les protestants qui a abouti à leur défaite à la bataille de Sorges. Jean III de Cugnac retourna au catholicisme. Il est mort en 1585. Le château passa alors à son fils Geoffroi de Cugnac. Il a vendu en 1585 les seigneuries de Florimont et de Vimenières avec la faculté de rachat. Il s'est marié en 1582 avec Jacquette du Bosc, dame de Vaux. Il était mort en 1629. Le château de Caussade passe ensuite à son fils, Charles I de Cugnac, puis à Charles II de Cugnac. Sa fille, Suzanne de Cugnac, s'est mariée en premières noces avec François Dupuy, seigneur de Trigonan, puis en secondes noces, en 1643, avec Arnaud (ou Armand) de La Marthonie. 
Suzanne de Cugnac et Arnaud de La Marthonie ont acquis conjointement, par acte du 30 avril 1647, de Charles II de Cugnac, la seigneurie de Caussade, et en jouirent paisiblement jusqu'au 3 janvier 1660 quand le seigneur de Taillefer et sa femme ont fait saisir cette seigneurie. Le procès s'est terminé par un arrangement. Leur fils, Charles de La Marthonie est mort en 1674. Le château est alors passé à son fils, Jean de La Marthonie, né en 1667, marié à Aimée de David, mort le 30 mars 1740. L'aîné des enfants, Charles de La Marthonie, né le 15 janvier 1710, est devenu seigneur de Caussade, mort à Paris le 24 septembre 1760. Il a fait de son frère, Jean-Louis de La Marthonie, évêque de Meaux, son légataire universel. Caussade est restée la propriété des La Marthonie pendant la Révolution. 
La propriété du château de Caussade est vendue, vers 1820, à M. Leroy comte de Barde, trésorier général de la Dordogne. Elle passe ensuite à M. Lagarrigue qui a été maire de Trélissac en 1870. Le château appartient ensuite à M. Pécout puis au baron de Laire de Lanmary.
Le château est inoccupé au début du XXe siècle. Pendant la Première Guerre mondiale le château devient un centre de détention pour des officiers allemands. Le château est racheté par l'État en 1930. Pendant la Seconde Guerre mondiale il sert de lieu de rassemblement aux résistants. Le château est acheté par M. Dagand dont l'entreprise assure la restauration. Le château est ensuite vendu à des Américains, puis revendu à Julio Céron Ayuso qui en fait sa résidence. Le château a dû être restauré après la tempête de 1999.
Protection
Le château est classé au titre des monuments historiques par arrêté du 17 août 1945.

## Description
Le château est entouré d'une enceinte polygonale comprenant, sur quatre faces, quatre tours carrées en saillie qui assurent le flanquement. Le corps de logis est situé dans une de ces tours située à l'emplacement de l'ancien donjon. Le chemin de ronde faisait tout le tour de l'enceinte. Les courtines sont couronnées de mâchicoulis. Les remparts étaient cernés de douves à moitié comblés.

## Télévision
Un épisode des aventures d'Arsène Lupin, tourné en 1973 avec Georges Descrières, Saison 2 Episode 1 Herlock Sholmès lance un Défi, en fait son décor principal sous l'appellation Château de Thibermesnil.